# Ali G

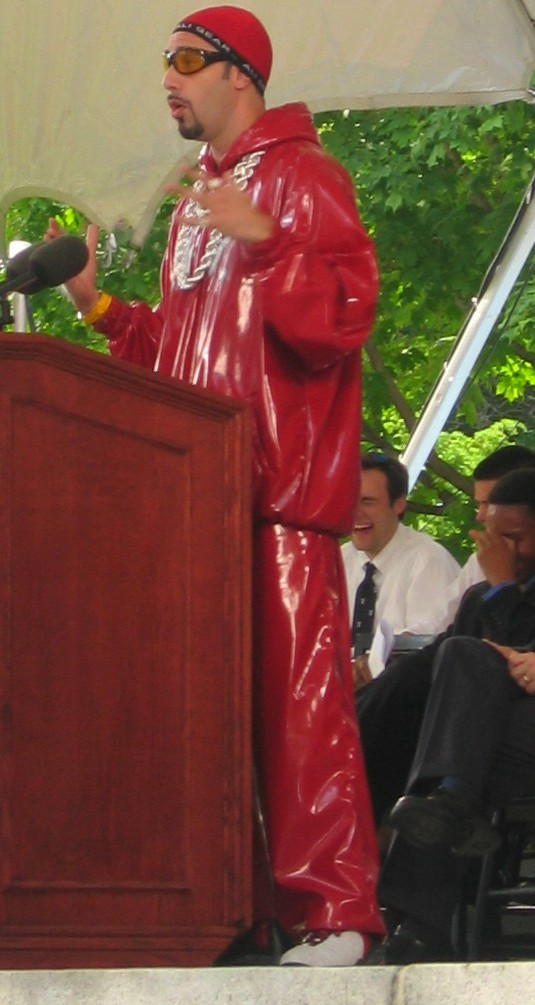
Ali G.

Ali G es un personaje ficticio satírico inventado por el comediante Sacha Baron Cohen para reírse de la sociedad. Presentándose como un poser de la cultura callejera de Staines, Inglaterra, habla en un inglés multicultural londinense al estilo de un rude boy y se jacta de haber crecido "en el corazón del gueto de Staines" y liderar una pandilla callejera local, "Da West Staines".

## Historia
La primera vez que Ali G apareció en televisión fue en la cadena Channel 4, en un programa llamado The Eleven O'Clock Show (El Show de las Once) como voz de la juventud. Ali G lleva a cabo entrevistas a personajes públicos desprevenidos de la sociedad inglesa, a los que sorprendía con su apariencia y vocabulario barriobajeros, personalidades que no se percataban que les habían tendido una trampa. La estética de Ali G era una copia de la estética del DJ Armand Van Helden durante los años 1990.[cita requerida]
Este personaje tuvo bastante éxito entre el público lo que produjo que incluso llegara a tener un espacio televisivo en el cual entrevistaba a varias figuras públicas en el Reino Unido, donde siempre conseguía avergonzar a su entrevistado, mostrando una mezcla de incorrección política desinformada, o haciendo que el entrevistado termine por estar de acuerdo con alguna inexactitud o insulto impactante. Su latiguillo es "Booyakasha”, el cual es una palabra tomada de una canción del intérprete General Levy. Ali G también fue presentado en el vídeo musical "Music" de Madonna como su conductor de limusina.
Algunos de los personajes que ha entrevistado:
- Boutros Boutros-Ghali, secretario general de las Naciones Unidas en el momento de la entrevista.
- Buzz Aldrin, astronauta. Fue el segundo hombre en pisar la luna, justo después de Neil Armstrong.
- David Beckham, futbolista y su esposa, Victoria Beckham, cantante.
- Donald Trump, multimillonario.
- Gaz Coombes, cantante y líder de la banda inglesa Supergrass.
- Jarvis Cocker, cantante.
- John McCain, senador de Estados Unidos por Arizona y candidato a las elecciones presidenciales del 2008.
- Mohamed Al-Fayed, multimillonario egipcio, propietario de Harrods, del hotel Ritz de Paris y del Fulham F.C.. Padre de Dodi Al-Fayed, fallecido junto a su pareja Diana de Gales.
- Noam Chomsky.
- Varios jugadores de la NBA, como Charles Barkley, Shaquille O'Neal, Kobe Bryant, Steve Nash, Ben Wallace, Tim Duncan, Vince Carter, o Reggie Miller.
- Los directores generales de la C.I.A. y del F.B.I.

En el año 2002 se produjo una película sobre este personaje titulada Ali G anda suelto, en donde se mostraba su supuesta vida "real" fuera de las entrevistas. Por ejemplo, a partir de entonces se supo que:
Ali G es un estereotipo de un hombre de raza blanca suburbana que imita la cultura del rap, así como la cultura urbana británica y jamaicana, especialmente a través del hip hop y el reggae.
Ali G es un poser de la cultura callejera con vistas muy estereotipadas del mundo. Ali G miembro de la pandilla de la "West Staines Massiv". Fue educado en lo que él llama "Da Matthew Arnold Skool", la cual es una escuela secundaria real. Creció en Slough, pero ahora vive en Staines, una ciudad de clase media trabajadora en el oeste de Londres, donde posee el grupo de amigos quienes tienen una rivalidad con el lado este.
Ali G habla de manera cómica de acuerdo con sus ilusiones de ser un afroamericano de Jamaica, la utilización de expresiones y latiguillos tales como "Aight" (bien), "Booyakasha", "Big up Yaself", "Wagwaan", "West Side", "Batty Boy", "Respek"(respeto), "For Real", "Poonani", "Check It" y "Keep It Real", algunos de ellos adquiridos de canciones cuyos intérpretes son jamaicanos. Su gesto de mano característico se asemeja mucho al "dip snap".
Ali G se ha convertido en un fenómeno mediático del Reino Unido, con su propio programa de televisión. También aparece en un videoclip de la canción Music de la cantante Madonna, donde se desempeña como el de conductor de su limusina y como DJ en una discoteca. En 2002 fue el personaje principal de una película llamada Ali G anda suelto, en la que se convertía en político. Actualmente es el protagonista del programa de la HBO llamado Da Ali G Show (El espectáculo de Ali G), donde también aparecen otros personajes interpretados por Cohen.
A pesar de que Baron Cohen ha declarado en repetidas ocasiones que el personaje de Ali G es una parodia de cómo los jóvenes privilegiados de los suburbios que actúan de una manera que ellos mismos consideran típica de las personas negras, algunos comentaristas han opinado que la fuerza de este humor pareciera derivarse más de los estereotipos que existen de las personas negras, no tanto de los posers caucásicos. Según esta visión del personaje, el trasfondo suburbano escrito en el personaje le sirve como una coartada falsa para respaldar esta forma de ser estereotipada de su imagen y forma de actuar.

## Frases recurrentes
Ali G utiliza diferentes muletillas a lo largo de sus intervenciones, algunas de ellas tomadas de la cultura popular y de canciones conocidas:
"Ajayawa"
"Booyakasha" y "Wicked" -  de la canción "Incredible" de General Levy
"Check it out"
"Respect"
"Shake it like a Polaroid picture" - de la canción "Hey ya!" de Outkast
"Check yourself before you wreck yourself" - de la canción "Check yo self" de Ice Cube